# ماركو والكر
ماركو والكر (2 مايو 1970 سولوتورن سويسرا - ) هو لاعب كرة قدم سويسري يلعب كمدافع.

## روابط خارجية
- ماركو والكر على موقع الاتحاد الدولي (مؤرشف)  (الإنجليزية)
- ماركو والكر على موقع قاعدة بيانات كرة القدم.إي يو (الإنجليزية)
- ماركو والكر على موقع بيانات كرة القدم. دي إي (الألمانية)
- ماركو والكر على موقع ناشيونال فوتبول تيمز (الإنجليزية)
- ماركو والكر على موقع عالم كرة القدم.نت (الإنجليزية)